# Čarli TV
Čarli TV je slovenska televizija s sedežem v Ljubljani, ki je začel oddajati marca 2002.
Ciljno območje razširjanja programa je v Slovenija. Čarli TV pokriva širok spekter kulturnega dogajanja, problematik, polemik in novosti  po vsej državi. Osrednje vodilo je podpora kulturi mladih v Sloveniji.
Čarli TV oddaja program preko satelita AMOS 2 na območju Evrope preko vseh slovenskih kabelskih sistemov. Tehnični doseg Čarli TV (na območju Slovenije) je okoli 500.000 gospodinjstev, vključenih v kabelske sisteme, poleg tega pa lahko program spremljajo tudi  v sistemih Siol TV, T-2, Lastovka, Planet in Volja.
Stalne oddaje na Čarli TV so Dinamit, Aktual Naglas, Beatz, Frishno, Brihta
Lastnik, direktor: Sebastjan Artič z umetniškim imenom Žan Lublanski
Programski direktor in izvršni producent:    Iztok Alf Kurnik

Oddaja Dinamit
Urednica:               Nina Maurovič Blatnik